# Pasticciotto leccese

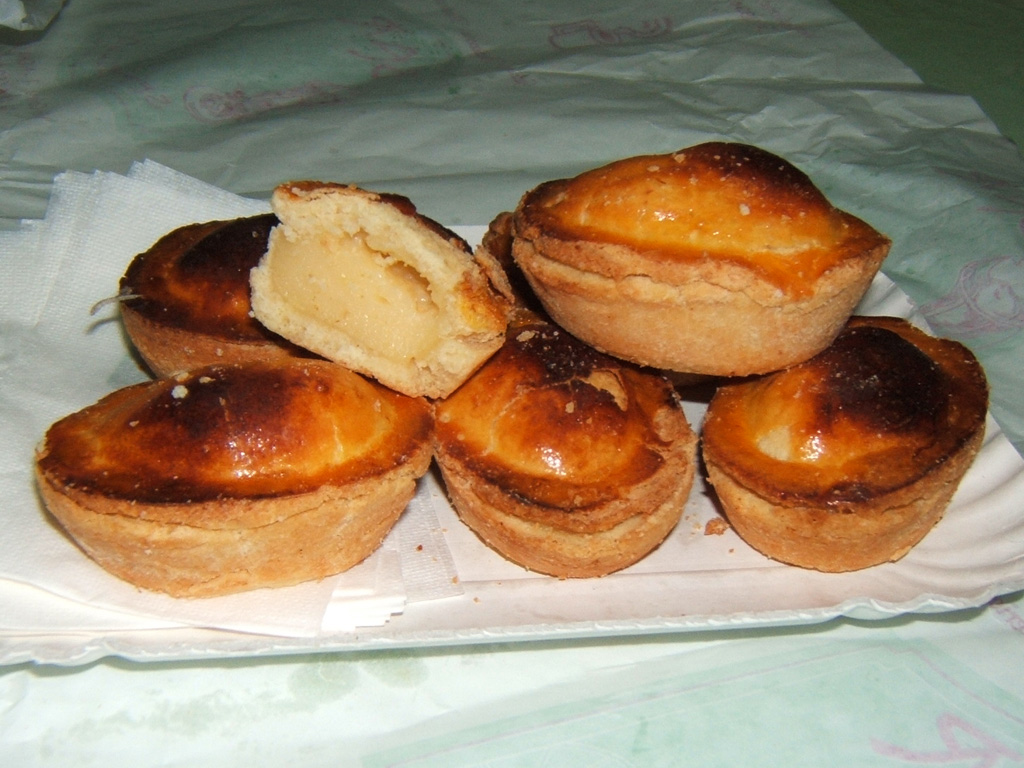
Pasticciotti Galatina

Pasticciotto leccese – rodzaj włoskiego deseru typowego dla Apulii (Lecce w regionie Salento), ciasto kruche wypełnione nadzieniem z kremu jajecznego oraz konserwowych wiśni.